# 直方車站
直方車站（日语：〔〕／〔〕 Nōgata eki */?）是一位於日本福岡縣直方市大字山部226番地、由九州旅客鐵道（JR九州）與平成筑豐鐵道共用的鐵路車站。直方車站是JR九州所屬的筑豐本線（福北豐線的一部份）與第三部門鐵路業者平成筑豐鐵道所屬之伊田線的交會車站，因此是筑豐本線上重要的轉運站之一，其在規模上與新飯塚車站一同並列該路線上最大的車站。
直方車站過去使用的站屋相傳是博多車站第一代站屋移築至此的，是一棟建造於明治時代、採新巴洛克風格的建築，也是目前全九州最古老的一座車站站屋（然而已經於2011年10月解體）；而目前的站房則是在2011年4月29日啟用。在車站內，JR九州擁有兩座島式月台共四條乘車線，而平成筑豐鐵道方面則因為是起點車站，因此設有一座港灣式月台共兩條乘車線。
除了以古老的車站站屋而聞名日本全國外，直方車站另一個知名的地方是車站內所販售的九州雞肉飯（かしわめし）車站便當，是一種在北九州地區非常流行的地方菜色。

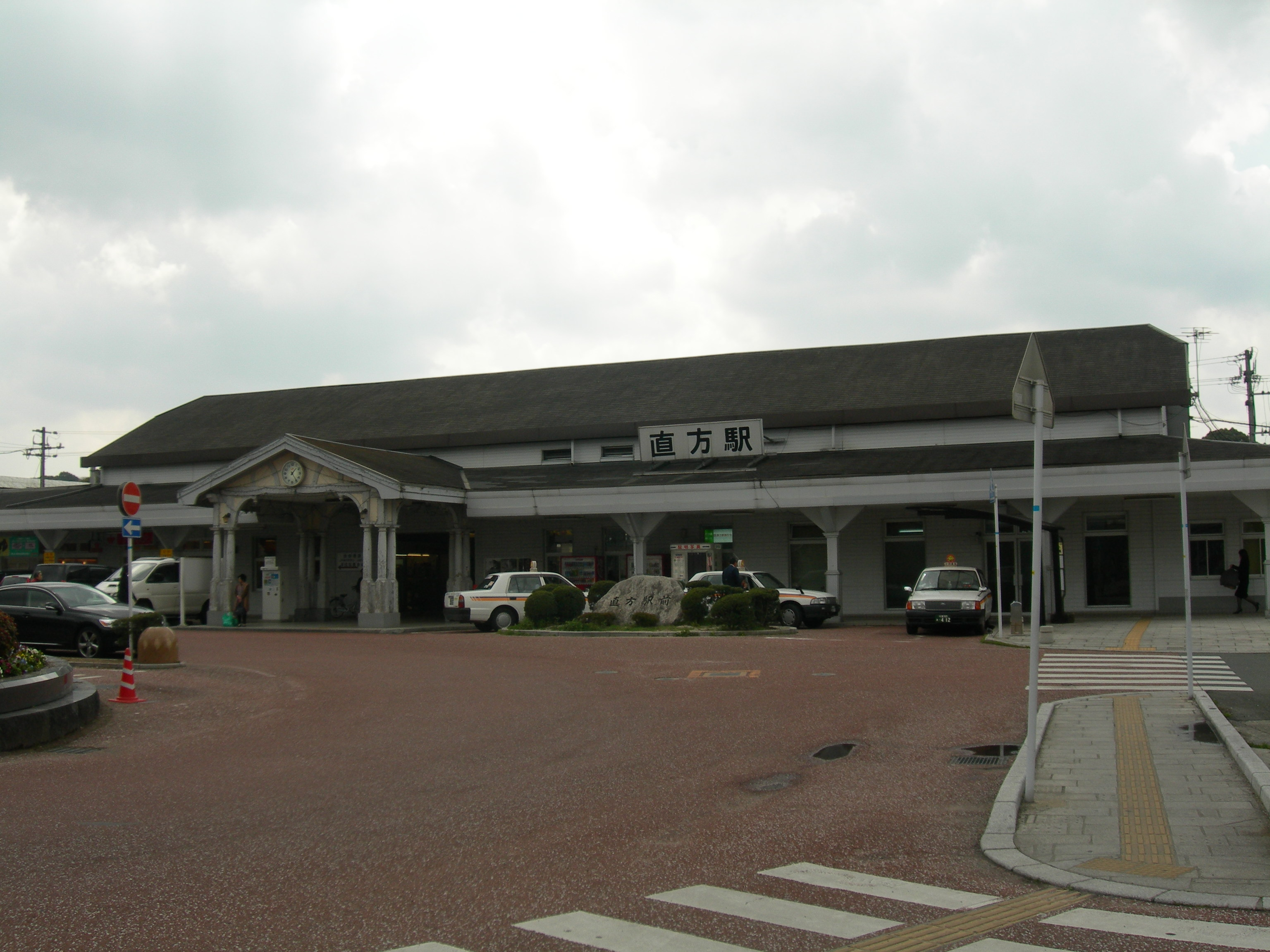
舊站房

## 車站構造
島式月台2面4線、平成筑豐鐵道是港灣式月台1面2線的地面車站。

## 历史
- 1891年8月30日 - 以新通車的筑豐興業鐵道車站身份啟用。
- 1894年8月- 筑豐興業鐵道改名為筑豐鐵道。
- 1897年10月1日 - 筑豐鐵道被（初代）九州鐵道所收購。
- 1907年7月1日 - （初代）九州鐵道國有化，由帝國鐵道廳接管。
- 1910年3月 - 車站站屋改築（自博多車站第一代站屋移築至此）。
- 1987年4月1日 - 日本國鐵分割民營化，直方車站的經營由JR九州繼承。
- 1989年10月1日 - 伊田線第三部門化，劃歸由平成筑豐鐵道繼承。
- 2001年10月6日 - 筑豐本線在東折尾～直方～桂川之間的路線電氣化。
- 2011年4月29日 - 新站房啟用，舊站房於前日營業結束後停用。

## 相鄰車站
JR九州
■福北豐線（筑豐本線）
- 特急「魁皇」

直方－新飯塚
■快速
新入－直方－小竹
■普通
新入－直方－勝野
平成筑豐鐵道
■伊田線
直方－南直方御殿口

## 外部連結
- JR九州-直方車站 （页面存档备份，存于）（日語）

33°44′56″N 130°43′29″E / 33.74889°N 130.72472°E